# Ги VI (виконт Лиможа)
Ги VI (фр. Guy VI de Limoges; ум. между 13 и 16 августа 1263) — виконт Лиможа с 1230 года. Сын виконта Ги V и его второй жены Эрменгарды.
Наследовал отцу 29 марта 1230 года. В силу несовершеннолетия первое время (до конца 1230-х гг.) находился под опекой матери.
Не позднее 1243 года женился (первым браком) на дочери Тибо де Блезона, сенешаля Пуату. Она вскоре умерла, детей не было.
В 1243 г. принёс оммаж епископу Ангулема за шателении Ан, Нонтрон, Марейл и Бурзак.
Ок. 1258 года (между 1256 и 1260 годами) женился на Маргарите, дочери бургундского герцога Юга IV, вдове сеньора де Мон-Сен-Жан.
Умер между 13 и 16 августа 1263 года (вероятнее всего — 16 числа), и похоронен в аббатстве Сен-Мартиал (Лимож).
Ему наследовала дочь Мария, родившаяся в 1260 году и до совершеннолетия правившая под опекой матери.